# Ælfgifu (femme d'Eadwig)
Pour les articles homonymes, voir Ælfgifu.
Ælfgifu est l'épouse du roi d'Angleterre Eadwig, qui monte sur le trône en 955. Leur mariage est annulé en 958 pour raisons de consanguinité.

## Biographie
Ælfgifu est la fille d'une certaine Æthelgifu, elle-même d'ascendance noble. Les historiens ont proposé plusieurs reconstructions de l'ascendance d'Ælfgifu. L'hypothèse la plus acceptée la considère comme une descendante du roi du Wessex Æthelred, mort en 871 (auquel cas elle serait la sœur du chroniqueur Æthelweard), mais elle pourrait également être issue de la famille de l'ealdorman mercien Æthelfrith.
Ælfgifu épouse Eadwig aux alentours de son avènement, en 955, mais leur union est de courte durée : elle est annulée par l'archevêque Oda de Cantorbéry pour raisons de consanguinité en 958. Il est possible que cette annulation ait plutôt eu des causes politiques : Ælfgifu est dépeinte sous un jour très négatif, « une nouvelle Jézabel », dans les hagiographies de Dunstan et Oswald, rédigées quelques décennies plus tard, ce qui témoigne de l'existence de factions opposées à la cour d'Angleterre.
Après la mort d'Eadwig, en 959, son frère Edgar monte sur le trône. Sous son règne, une certaine Ælfgifu laisse un testament (S 1484) daté entre 966 et 975 qui témoigne de sa grande richesse : elle lègue plusieurs propriétés importantes dans le Buckinghamshire, l'Oxfordshire et le Hertfordshire à divers bénéficiaires, dont Edgar lui-même. Il pourrait s'agir de son ancienne belle-sœur, mais cette identification n'est pas certaine.